# Columnea dielsii
Columnea dielsii är en tvåhjärtbladig växtart som beskrevs av Rudolf Mansfeld. Columnea dielsii ingår i släktet Columnea och familjen Gesneriaceae. Inga underarter finns listade i Catalogue of Life.